# Первомайская улица (Шувалово)
Первома́йская улица — меридиональная улица в Выборгском районе Санкт-Петербурга. Проходит от Никольской до Петровской улицы в историческом районе Шувалово. Продолжает на север Славянскую набережную.

## История
Современное название улица носит с 22 февраля 1939 года в честь праздника Первого мая. До этого с конца XIX века называлась Андреевской улицей.

## Пересечения
С юга на север (по увеличению нумерации домов) Первомайскую улицу пересекают следующие улицы:
- Никольская улица — примыкание с переходом Первомайской улицы в Славянскую набережную;
- Семёновская улица — примыкание (фактически отсутствует);
- Елизаветинская улица — пересечение;
- Телеграфная улица — примыкание;
- Софийская улица — пересечение;
- Петровская улица — Первомайская улица примыкает к ней.

## Транспорт
Ближайшие к Первомайской улице станции метро — «Озерки» (около 1,2 км по прямой от начала улицы) и «Проспект Просвещения» (около 1,5 км по прямой от пересечения с Елизаветинской улицей) 2-й (Московско-Петроградской) линии.
Движение наземного общественного транспорта по улице отсутствует.
Ближайшая к Первомайской улице железнодорожная станция — Шувалово (около 500 м по прямой от пересечения с Елизаветинской улицей).

## Достопримечательности
- Дом 2 — дача Буш, конец XIX века. ОКН № 781711208580005№ 781711208580005
- Дом 13 — памятник архитектуры, одноэтажное деревянное здание дачи, одним из владельцев дачи был глава российской военной разведки Н. А. Монкевиц[4].

## Общественно значимые объекты
- Среднее Суздальское озеро (у начала улицы);
- Шуваловское кладбище (напротив конца Первомайской улицы, за Петровской улицей).